# Diluant à peinture
 (septembre 2019).
Si vous disposez d'ouvrages ou d'articles de référence ou si vous connaissez des sites web de qualité traitant du thème abordé ici, merci de compléter l'article en donnant les références utiles à sa vérifiabilité et en les liant à la section « Notes et références ».
Les diluants à peintures sont des solvants capable de remettre des peintures à l'état liquide une fois séchées.
Ils servent à récupérer la peinture séchée dans des pots ou à nettoyer des outils.
La plupart du temps, la peinture est constituée d'un mélange de pigments et d'un solvant. Elle sèche par simple évaporation de ce dernier et pour la diluer, il suffit de rajouter du solvant.
Mis à part les peintures à l'eau, la plupart du temps les peintures sont peu solubles dans l'eau et nécessitent l'emploi de solvants spéciaux et souvent toxiques ou polluants.